# جان إليوت
جان إليوت (بالإنجليزية: Jean Elliot)‏ (1727، إسكتلندا في المملكة المتحدة - 29 مارس 1805 في المملكة المتحدة)؛ كاتِبة وشاعرة إسكتلندية.